# 下河辺建二
下河辺 建二（しもこうべ けんじ、1878年（明治11年）10月30日 - 1964年（昭和39年）2月28日）は、日本の実業家。大阪府平民。

## 経歴
大阪府下・下河辺俊斎二男。大阪商業学校（現・大阪市立大学）卒業後、大阪百三十銀行に就職。兵役のため銀行を辞め、その後藤田組の小坂鉱山で働く。そこで藤田組創立者の甥である久原房之助を知り、久原が興した久原鉱業の一員として同社が買収した日立鉱山で働く。久原が病に倒れ久原鉱業が日本産業として再建されると、専務として新社長の鮎川義介を支える。のちに日本鉱業（現・ENEOS）の社長、日産農林工業（現・兼松サステック）の会長等を歴任した。
戦後、公職追放となった。

## 家族・親族

### 下河辺家
（大阪府、東京市外大久保町西大久保（現・東京都））
- 父・下河辺俊斎（医師）[6]
- 兄・下河辺行一（俊斎の長男）[6]
- 弟・下河辺廉五（俊斎の五男）[6]
- 弟・下河辺収（俊斎の六男）[7]
- 甥・下河辺淳（収の長男、都市計画家）[7]
- 妻・まつ[7]
- 長男・下河辺孫一（下河辺牧場の創業者）[4][8][9]
- 次男・下河辺三史（元内閣総理大臣・芦田均の娘婿、日製産業（現・日立ハイテク）の元社長）[4][8]。
- 長女・やさ（山下汽船（現・商船三井）常務や山栄船舶社長等を歴任した漆野寿一に嫁す）[4]
- 次女・そよ（医師の棟方信に嫁す）[4]
- 三女・みな子（『水泳で若返る - 水中散歩から腰痛防止まで』（主婦の友社・主婦の友健康ブックス、1987年発行）の著者・金澤壮二に嫁す）[4]
- 四女・華子（南洋興発の専務を務めた松江宏次（南洋興発社長・松江春次の次男で陸軍軍人・松江豊寿の甥）に嫁す）[4]
- 孫・下河辺俊行（孫一の長男、下河辺牧場代表）[4]
- 孫・小沢牧子（孫一の次女、ドイツ文学者・小澤俊夫に嫁す、心理学者）[4][8][9]
- 孫・下河辺元春（三史の長男、ジャーナリスト・経済学者）[4]
- 孫・下河辺晴三（三史の三男、音楽プロデューサー）[4][8]
- 曾孫・小沢健二（小澤俊夫・牧子夫妻の次男、ミュージシャン）[9]